# 강태환 (배우)
강태환(본명: 강필선)은 대한민국의 배우이다.

## 학력
- 안양예술고등학교 연극영화과
- 동국대학교 연극학부 학사

## 연기 활동

### 드라마
| 연도 | 방송사    | 제목            | 배역    | 비고 |
| ---- | --------- | --------------- | ------- | ---- |
| 2014 | TV조선    | 백년의 신부     | 김 비서 |      |
| 2014 | SBS       | 닥터 이방인     | 오상진  |      |
| 2016 | 중국 유쿠 | 최고의 커플     |         |      |
| 2016 | SBS       | 사랑은 방울방울 |         |      |
| 2017 |           | 하와유브레드    |         |      |
| 2019 | MBC       | 이몽            | 다이키  |      |